# 固氮生物
固氮生物（英語：diazotroph）泛指任何能够完成固氮作用的生物，即能将空气中较为惰性的氮气转换为能够参与生化活动的化合物形式（例如氨）。固氮生物多为细菌及古菌，但最近科学家首次发现了可以固氮的真核微生物。
固氮生物是能不透过外在资源而固氮的有机体。举例来说，这样的有机体包含︰根瘤菌及属于放射菌的弗兰克氏菌。 所有的固氮生物都有铁钼或铁钒蛋白的固氮酶系统。其中做最多研究的是克雷伯氏肺炎菌和。它们能被广泛利用是因为它们的基因易于培养及生长快速。

## 固氮生物的类型
固氮生物在分类上散布于细菌族群之中﹙大多数为细菌但也有些为古生菌﹚。即使是同种中有些生物具有固氮的能力，并不保证他者也有相同能力。当氮经由其他资源获得利用，固氮作用便会停止，除此之外，有许多种的生物会在有氧的状况下停止固氮。

### 游离固氮的固氮生物
- 厌氧者：这些生物是绝对厌氧的，他们无法容忍氧气的存在，即使他们不是在固氮的情况之下。他们习惯生长在低氧气的环境下，例如︰土壤之中、朽木之中。梭菌属就是一个例子。硫酸盐的还原菌则是海洋沉积物中的重要一例(Desulfovibrio)，有些甲烷的古生菌可以在泥巴及动物肠道中进行固氮。[1]
- 兼性厌氧者：这类的生物能在有氧或无氧的环境下生活，但他们只能在厌氧的环境下固氮。通常这类的物种在进行呼吸时，氧气消耗的速度往往与其吸收的速度相同，以确保氧气在的含量是较低的。举例来说，有以下这些物种︰Klebsiella pneumoniae、Bacillus polymyxa、Bacillus macerans、Escherichia intermedia。 [1]
- 需氧者：这类的生物需要有氧气才生长，即使他们的固氮酵素会因为氧气的存在而失去作用，Azotobacter vinelandii是这类研究最多的生物。他们有相当高的呼吸效率，与具保护性的化合物，用以防止氧气的伤害。有很多其他的生物也是透过这种方式来减少氧气，只是他们的呼吸效率与氧气容忍度相较起来没有那么高。 [1]
- 有些光合细菌也会进行固氮作用，他们在行光合作用时会产生作为副产品的氧气，这群体的生物有种异形细胞(heterocyst)，用以进行固氮作用而不受氧气影响。举例来说，有以下这些物种︰Anabaena cylindrica、Nostoc commune。其他没有异形细胞的光合细菌，只能在低照光及低氧气的环境下进行固氮。(举例︰Plectonema)[1]
- 有些光合细菌在进行光合作用时，是不会产生氧气的，他们只有单个光合系统，无法将水进行分解。固氮酵素的传送会被氮气所限制。正常来说，因铵根离子的产生，固氮酵素会经由负电的反馈进行传送，但在缺乏氮气的情况下，产物并不会形成，而副产品氢气则会继续存在着。举例来说，有以下这些物种︰Rhodobacter sphaeroides、Rhodopseudomonas palustris、Rhodobacter capsulatus。 [4]

### 共生固氮的固氮生物
- 根瘤菌：这些物种能与豆科植物进行共生。他们会在植物根部形成根瘤作为固氮作用的场所，并产生豆血红蛋白以限制氧气。[1]
- 弗兰克氏菌（英语：Frankia）：对于这种放射菌科的固氮生物，我们并没有相当多的了解。这种细菌也影响了植物根部，并形成根瘤。放射菌科的固氮生物所产生的根瘤，是由几个小裂片所组成，每个小裂片有类似侧根的结构。弗兰克氏菌会在植物皮层组织形成根瘤，也正是他们固氮的地方。[5]与放射菌共生的植物和弗兰克氏菌也会产生豆血红蛋白， [6]但他们彼此并没有像根瘤菌与植物所建立的关系那样稳固。[5]
- 蓝绿菌：也有些具共生固氮的蓝绿菌。有些和真菌共生，例如︰地衣、有些则和叶苔共生、或与蕨类、苏铁共生。 [1]和这些物种共生并不会产生根瘤(事实上绝大部分的这些植物并没有根)。有异形细胞用以排除氧气，就如我们前面所讨论的。与蕨类的共生在农业上是相当重要的︰水中蕨类满江红会与鱼腥藻属进行共生，达成固氮作用，对稻作文化是相当重要的一种绿肥。 [1]
- 与动物共生：虽然有许多的固氮生物在动物的内臟中被发现，但仍有过多的氨去压制固氮作用。[1]白蚁在摄食低量的氮时，可以进行固氮，但其贡献可说是微乎其微。船蛆可能是唯一的物种，能获取足够的利益。 [1]

## 栽培
在實驗室條件下，不需要額外的氮源來生長自由生活的固氮菌。培養基中添加碳源（如蔗糖或葡萄糖）和少量無機鹽。自由生活的固氮生物可以直接利用大氣中的氮。然而，在培養幾種共生固氮菌（例如根瘤菌）時，有必要添加氮，因為根瘤菌和其他共生固氮細菌不能使用自由生活形式的分子氮，只能在與宿主共生時固氮植物。

## 重要性
就整体而言，除了蓝绿菌之外，共生固氮对所有生物利用氮的贡献上，是远远胜过游离固氮的。
生物可利用的氮（例如氨）是地球上生命的主要限制因素。固氮生物在地球的氮循環中扮演重要角色。在陸地生態系中，固氮生物固定大氣中的氮並為初級生產者提供可用的氮。然後氮被轉移到更高的營養層和人類。氮的形成和儲存都會受到轉化過程的影響。此外，固氮菌固定的有效氮具有環境永續性，可以減少化學肥料的使用，這可能是農業研究的重要課題。
在海洋生態系中，原核浮游植物（如藍藻）是主要的固氮劑，然後較高營養層會消耗氮。這些生物釋放的固定氮是生態系氮輸入的組成部分。而且固定的 N 對於耦合的 C 週期也很重要。較大的海洋固定氮庫存可能會增加有機碳的初級生產和向深海的出口。

## 其他连结
- （英文）固氮菌
- （英文）根瘤菌（页面存档备份，存于）
- （英文）Frankia & Actinorhizal Plants